# Curt Bisquera
Curt Bisquera, né le 3 janvier 1964 à Santa Maria, est un batteur de studio et de scène américain. Il a notamment travaillé avec Elton John, Johnny Hallyday, Véronique Sanson, Michel Polnareff, Tina Turner, Lionel Richie, et Johnny Cash (avec Flea). Il est également connu pour ses participations aux enregistrements de nombreuses musiques de films et films d'animation.